# Keren
Keren, tidigare Cheren, är den näst största staden i Eritrea. Staden är belägen i centrala Eritrea, 91 kilometer nordväst om huvudstaden Asmara, på 1 390 meter över havet. Keren är huvudstad i Anseba-regionen och befolkas bland annat av folkgruppen bilen. Tätorten Keren har 82 198 invånare medan hela området har 146 483 invånare.
Keren växte fram kring den eritreanska järnvägen till Asmara. Både under andra världskriget och eritreanska självständighetskriget utkämpades strider i staden. Under andra världskriget stred italienska och brittiska trupper där mellan februari och mars 1941.